# Cusco-Quechua
Cusco-Quechua oder Cuzco-Ketschua (Quechua: Qusqu Runasimi oder Qusqu Qhichwa) ist die insbesondere im peruanischen Departement Cusco einschließlich der Stadt Cusco gesprochene Quechua-Varietät, welche zur Quechua-Dialektgruppe Qusqu-Qullaw gehört.

## Verbreitung und Status
Laut SIL International wird das Cusco-Quechua von 1,5 Millionen Menschen, darunter 300.000 bis 500.000 Einsprachigen, in der Region Cusco, im östlichen Apurímac, etwa der Hälfte von Puno und in der Provinz Caylloma in der Region Arequipa gesprochen.

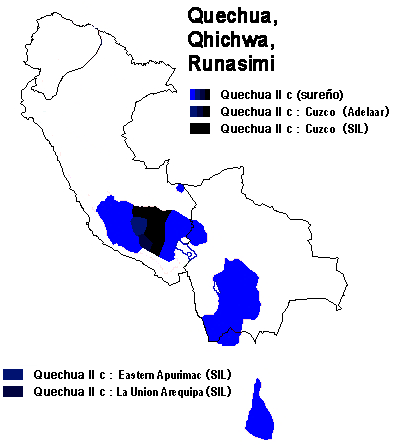
Cusco-Quechua innerhalb des Südlichen Quechua. Laut Ethnologue (SIL) sind Ost-Apurímac-Quechua und La-Unión-Quechua eigene „Sprachen“, doch werden sie in der linguistischen Forschung meist dem Cusco-Quechua (Adelaar, Muysken) und dieses wiederum der „Südlichen Quechua-Sprache“ (Cerrón Palomino, Coronel Molina) zugeordnet.

Das Cusco-Quechua genießt in vielen Kreisen das höchste Ansehen unter allen Quechua-Varianten, was auf die Geschichte der Stadt Cusco als Inka-Hauptstadt zurückzuführen ist. Die Academia Mayor de la Lengua Quechua (AMLQ) in Cusco propagiert diese Mundart als schriftsprachlichen Standard, wobei nach spanischem Vorbild die fünf Vokale a, e, i, o, u zu verwenden seien (bei ihr heißt es z. B. Qosqo Qheswa). Das peruanische Bildungsministerium verwendet jedoch als offiziellen Standard für das Qusqu-Qullaw (Cuzco-Collao), das auch das Cusco-Quechua umfasst, für ererbte Quechua-Wörter nur die drei Vokale a, i, u, so wie es Rodolfo Cerrón Palomino für das Südliche Quechua vorsieht. Serafín Coronel Molina, dessen Muttersprache das Wanka-Quechua ist, stellt in seinem Sprachführer (Quechua Phrasebook, 2002) von Lonely Planet das Cusco-Quechua vor und verwendet dabei die drei Vokale a, i, u.

### Soziolinguistische Situation und Verwendung in der Bildung
Cusco-Quechua gilt als eine der vitalsten Varianten des Quechua. Dennoch gaben bei der Volkszählung 2017 nur noch wenig mehr als die Hälfte der Bevölkerung im Departamento Cusco-Quechua als Erstsprache an. Während in den Dorfgemeinschaften (Ayllus, Comunidades campesinas) alle Generationen Quechua sprechen und hier die Sprache als vital eingestuft wird, gilt sie in den meisten Distrikthauptstädten der Region Cusco als bedroht, da viele Kinder sie nicht mehr lernen. Noch ernster wird die Situation in den Provinzhauptstädten und insbesondere in der Stadt Cusco gesehen, wo noch weniger Kinder es lernen. Der Anteil der Schulen mit interkultureller zweisprachiger Erziehung ist in Cusco mit wenig mehr als 50 % deutlich geringer als in Ayacucho und Apurímac. Mit der Implementierung des Sprachengesetzes (Ley 29735) verwenden 2013 im Departamento Cusco 2311 Schulen Quechua als Erst- und 421 als Zweitsprache, was in absoluten Zahlen die höchste Anzahl in Peru ist. In der Stadt Cusco ist die Versorgung mit IZE eher gering (Provinz Cusco: 65 Schulen, alle mit Quechua als Erstsprache, davon im Distrikt Cusco nur 6). Während übergangsweise das von der AMLQ propagierte 5-Vokal-Rechtschreibsystem in Cusco noch weithin auf experimenteller Basis verwendet wurde (RD Nº 155-2007), ist seit 2013 das 3-Vokal-System des Qusqu-Qullaw vorgeschrieben (RD Nº 282-2013-ED als Bestätigung von RM Nº 1218-1985-ED).